# Indo-Europese religie
Indo-Europese religie is de hypothetische, gereconstrueerde religie van de Indo-Europeanen, en bestaat uit goden, mythen, concepten en rituelen. Door vergelijkend onderzoek op basis van diverse Indo-Europese tradities en talen zijn hierover hypothesen gevormd. Het onderzoek baseert zich hierbij op bijvoorbeeld filologie, mythologie, geschiedkunde, antropologie en archeologie.

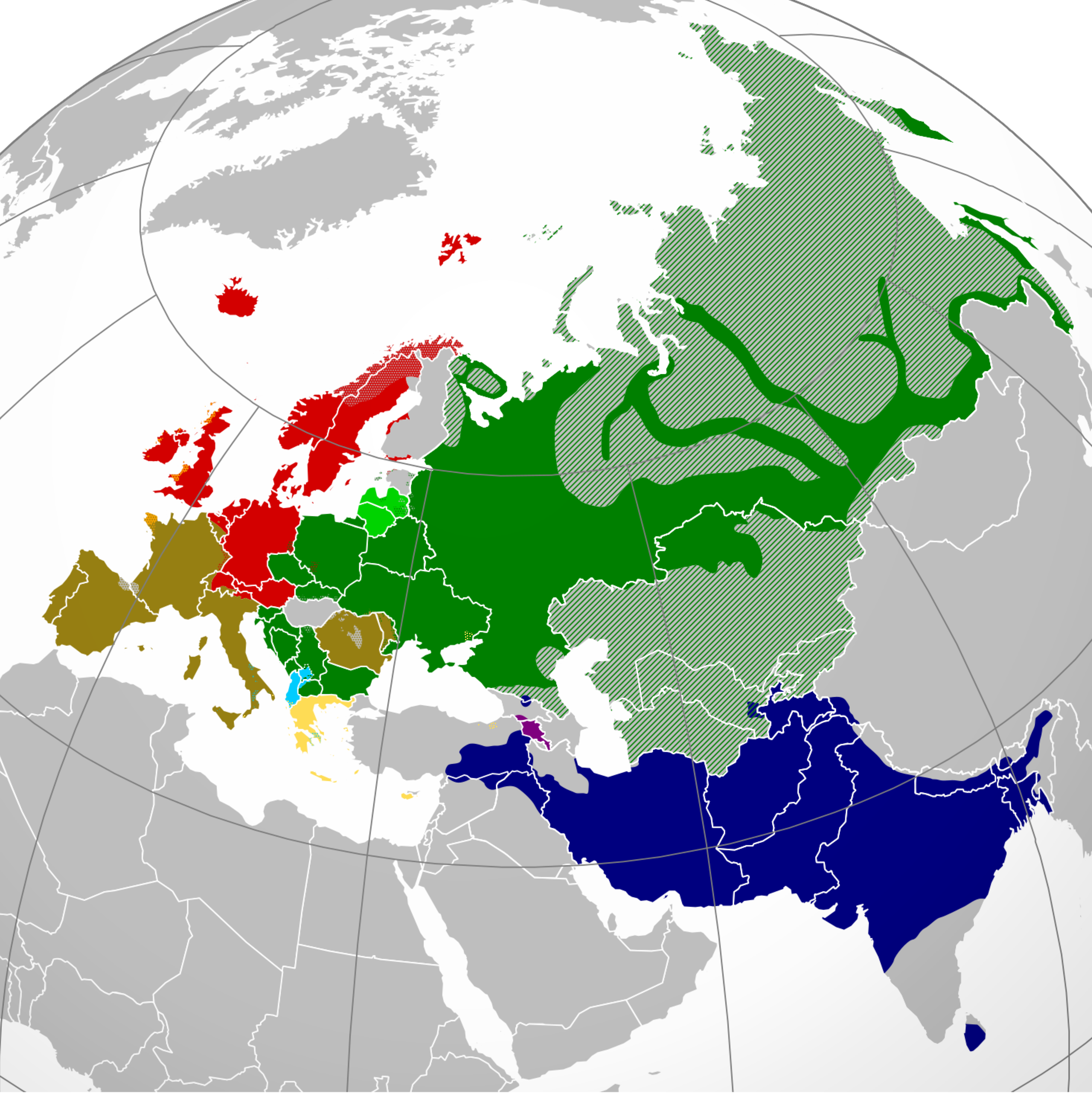
De moderne spreiding van Indo-Europese talen in Azië en Europa.

## Indo-Europese studies
De studie naar Indo-Europese religie is voortgekomen uit vergelijkend onderzoek naar Indo-Europese talen. Sinds de zestiende eeuw zijn overeenkomsten opgemerkt tussen Indo-Europese talen, zoals het vroeg gedocumenteerde Sanskriet, Oudperzisch, Oudgrieks en het Latijn. Echt onderzoek naar taalverwantschap volgde in de vroege negentiende eeuw. Indo-Europees werd voor het eerst gebruikt als aanduidingen voor de taalfamilie in 1813. Sindsdien is door vergelijkend, historisch-taalkundig onderzoek de verwantschap tussen bijvoorbeeld Baltische, Slavische en Indo-Iraanse talen vastgesteld, alsmede tussen uitgestorven talen zoals het Tochaars en Hettitisch vastgesteld. Op grond daarvan is het hypothetische Proto-Indo-Europees gereconstrueerd.
Mythologisch onderzoek begon in de negentiende eeuw. Folkloristen en taalkundigen, zoals Jacob Grimm en Hermann Hirt, zagen verwantschap tussen geattesteerde goden in het Indo-Europese cultuurgebied. Onder invloed van de evolutietheorie veronderstelden godsdiensthistorici, zoals James Frazer, aan het begin van de twintigste eeuw dat religie zich van primitief naar abstract had ontwikkeld, een vorm van culturele evolutie die bekendstaat als unilineaire of eenlijnige evolutie. Zo zouden oeroude goden enkel metaforen zijn voor natuurfenomenen in een animistische context. De dondergod representeert dan bijvoorbeeld het onweer. Leopold von Schroeder stelde een middenweg voor. Volgens hem kenden de Indo-Europeanen een triade: de hoogste god (geloof in een opperste geest), de natuurgod (aanbidding van de natuur) en de zielsgod (geloof in de ziel, voorouders etc.).
Georges Dumézil suggereerde met zijn belangrijke onderzoeken niettemin een oude maar goed ontwikkelde, Indo-Europese religie. Voor hem en anderen gold de religie als een afspiegeling van een triadische sociale structuur: de priesterklasse, krijgersklasse en boerenklasse. De hemelvader Dyeus zou bijvoorbeeld met eerstgenoemde verbonden zijn. Dumézils studies hebben veel navolging gekregen, maar zijn ook bekritiseerd. De sociale driedeling is volgens sommigen onzeker, terwijl de gereconstrueerde goden niet in dit schema passen. Diverse van Dumézils etymologieën en reconstructies zijn tevens achterhaald, zoals het postuleren van een Indo-Europese bindgod en centaur.
Het onderzoek richt zich niet alleen op vergelijkende mythologie, maar ook op vergelijkende filologie en rituelen. Laatstgenoemde is betrekkelijk onderbelicht. Onderzoekers die aan de kennis van Indo-Europese religie hebben bijgedragen, zijn onder anderen Calvert Watkins, Jaan Puhvel, Bruce Lincoln, Edgar C. Polomé, Miriam R. Dexter, Nick J. Allen, Peter Jackson en Emily B. Lyle.

## Methodologie

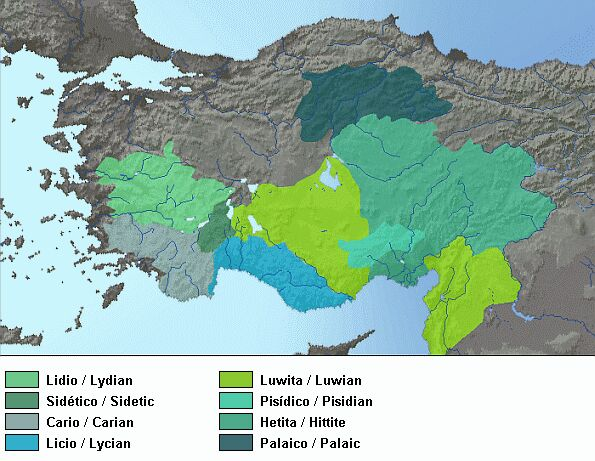
Diachrone voorstelling van de Anatolische talen, een uitgestorven tak van de Indo-Europese taalfamilie.

Een taal veronderstelt een taalgemeenschap. Die gemeenschap had een bepaald intellectueel erfgoed, waaronder religie. Er moet dus een Proto-Indo-Europese cultuur bestaan hebben, en ook een religie. Op basis van vocabulaire wordt onderzocht hoe die eruitzag. Dat kan, omdat taalverandering volgens wetmatigheden verloopt en bijvoorbeeld klankverandering regelmatig is. Reconstructie op basis van taal is daarmee eenvoudiger en zekerder dan vergelijkend onderzoek naar bijvoorbeeld mythen en rituelen. Mythologische en religieuze verandering hoeft ook geheel niet regelmatig te verlopen. Zo is in het oud-Griekse pantheon alleen Zeus nog duidelijk Indo-Europees in functie en naam. Verder is een enkele parallel tussen bijvoorbeeld een Griekse en een Indiase mythe onvoldoende om een Indo-Europese oorsprong aan te nemen. Culturen kunnen bijvoorbeeld goden en mythen van elkaar overnemen (horizontale transmissie). Reconstructies zijn beter indien ze gebaseerd zijn op materiaal uit veel verschillende gebieden, bijvoorbeeld Scandinavië tot en met India.
Als bewijs voor een reconstructie is er enerzijds taalkundig, etymologisch bewijs. Zo zijn soms namen en daarmee verbandhoudende woorden, zoals epitheta, gereconstrueerd die informatie verschaffen over de godheid en zijn of haar functies.Anderzijds kunnen ook karakteristieken van goden of patronen in mythen als bewijs dienen. Dat zijn dan structurele aanwijzingen. Die zijn echter minder solide. In bijvoorbeeld de Welshe, Romeinse, Griekse en Indiase mythologie komen smid-goden voor, respectievelijk Gofann, Vulcanus, Hefaistos en Tvastr. Die zijn niet etymologisch verwant, maar men kende wel woorden voor enkele metalen. Structurele aanwijzingen bestaan slechts in het onderscheid dat in klassieke bronnen gemaakt wordt binnen de samenleving in vier klassen. Naast priesters, krijgers en landbouwers tevens ambachtslieden. Die aanwijzingen zijn summier en rechtvaardigen de conclusie van een Indo-Europese oorsprong niet.

## Goden en mensen
Het Proto-Indo-Europees had de wortel *dey-/*diw- voor 'heldere hemel' en de lucht bij daglicht. Verwant is de wortel *deih2- 'schijnen', vanwaar bijvoorbeeld het Oudierse dia 'dag', Latijnse dies 'dag', Armeens tiw 'dag' en Hettitische siwat 'dag'. Met het toevoegen van de achtervoegsels *-ew- of *-w- ontstonden tevens de vormen *deiw- en *dyew-. Deze vormvarianten verklaren twee groepen woorden die respectievelijk 'god' en 'hemel' betekenen.
*deiw-: Sanskriet déva- 'god'; Latijn deus 'god'; Latijn divus 'goddelijk'; Litouws diēvas 'god' etc.
*dyew-: Sanskriet dyáu- 'hemel(-god)'; Grieks Zdeús; Hettitisch šiuš; Oudiers dé etc.

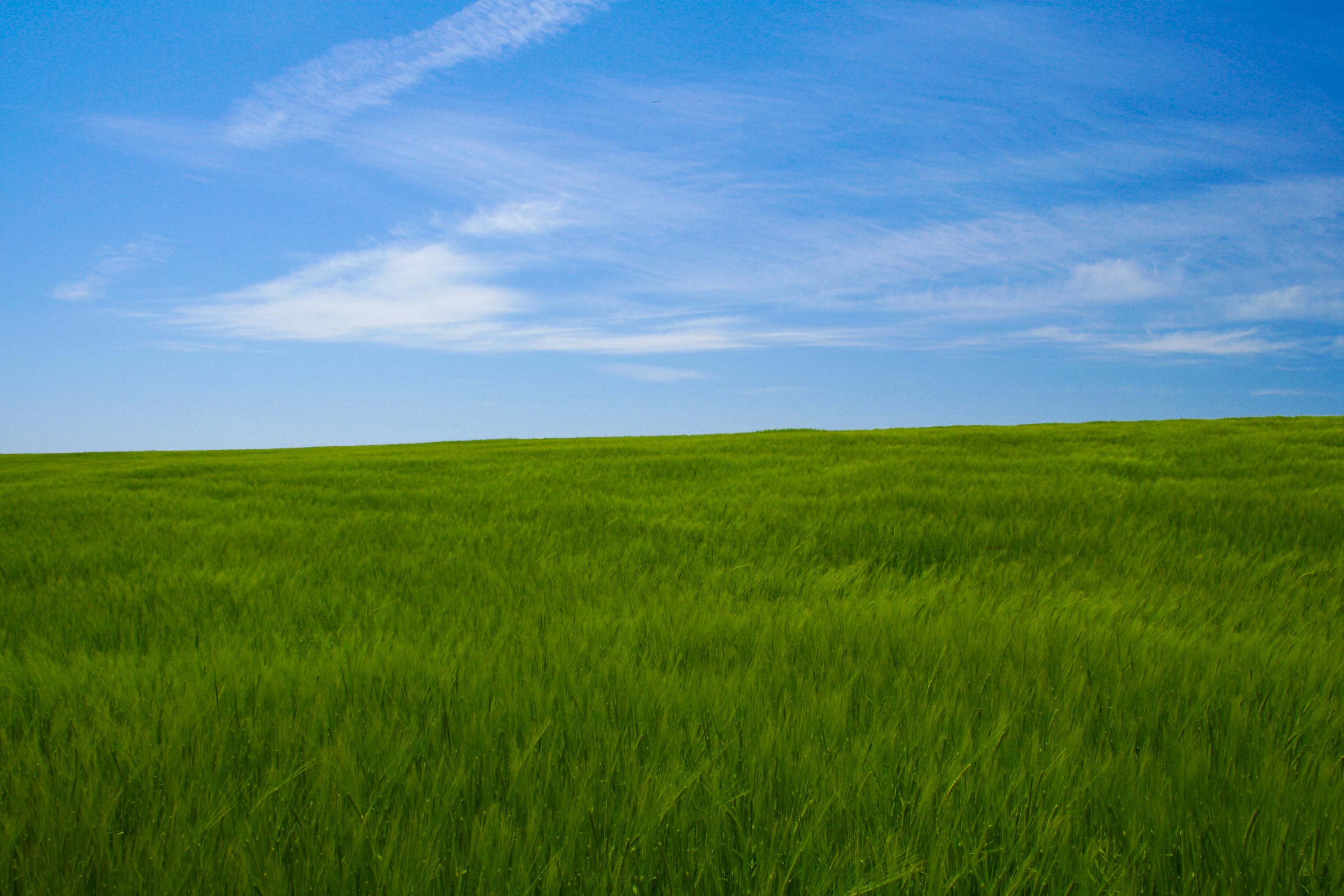
De Indo-Europese woorden voor 'helder', 'dag', 'hemel' en 'god' zijn verwant. De (mannelijke) heldere hemel vormde volgens Indo-Europeanen de tegenpool van de (vrouwelijke) aarde, zoals ook de goden de tegenpool van de sterfelijke mensen waren.

Vermoedelijk is het bijvoeglijk naamwoord *deiw- de oorspronkelijke afleiding, en ontstond de tweede later. Uit de eerste verlengde wortel ontstond in het Middel-Indo-Europees het mannelijk zelfstandig naamwoord *deiwós, 'god', letterlijk 'hemelse' of 'oplichtende'. Dit werd het gangbare woord voor 'god', blijkens de etymologie en betekenis van diverse geboekstaafde woorden in oude of conservatieve talen.
| Taal       | Fonetische vorm | Betekenis |
| ---------- | --------------- | --------- |
| Avestaans  | daēva           | 'demon'   |
| Oudnoords  | tívar           | 'goden'   |
| Grieks     | dios            | 'hemelse' |
| Hettitisch | šiuš            | 'god'     |
| Latijn     | deus            | 'god'     |
| Litouws    | diēvas          | 'god'     |
| Sanskriet  | deváh           | 'god'     |

Etymologisch gezien zijn de Indo-Europese goden zodoende geassocieerd met de hemel, de dag en het daglicht. Vandaar bijvoorbeeld de gereconstrueerde Dyeus-pater (hemelvader), Zon en Dageraad. Daarmee staan ze tegenover de mens, die geassocieerd is met de aarde. Het Proto-Indo-Europese woord voor 'aarde' was *dhéghom-. In diverse takken van de taalfamilie ontwikkelden zich hieruit woorden voor 'mens', zoals het Frygische zemelos, Latijnse homo (cognaat van humus, 'aarde'), Oudlitouwse žmuō, Proto-Germaanse *guman (vergelijk gom in bruidegom), en Keltische *gdon-yo. Een tweede onderscheid tussen mens en god werd gemaakt door de mens sterfelijk (*mórtos, 'sterveling') en de goden onsterfelijk te noemen. De parallelle tegenstelling aarde–hemel en mens–god is echter niet volledig. Er schijnt een tweede godengroep bestaan te hebben die verbonden was met de aarde en ondergronds water, en waarvan de namen de wortel *ne- 'neer(waarts)' bevatten. Vandaar mogelijk het Griekse Neptunus en Nereus, Germaanse Nerthus en Vedische Nirṛti.

## Kosmos

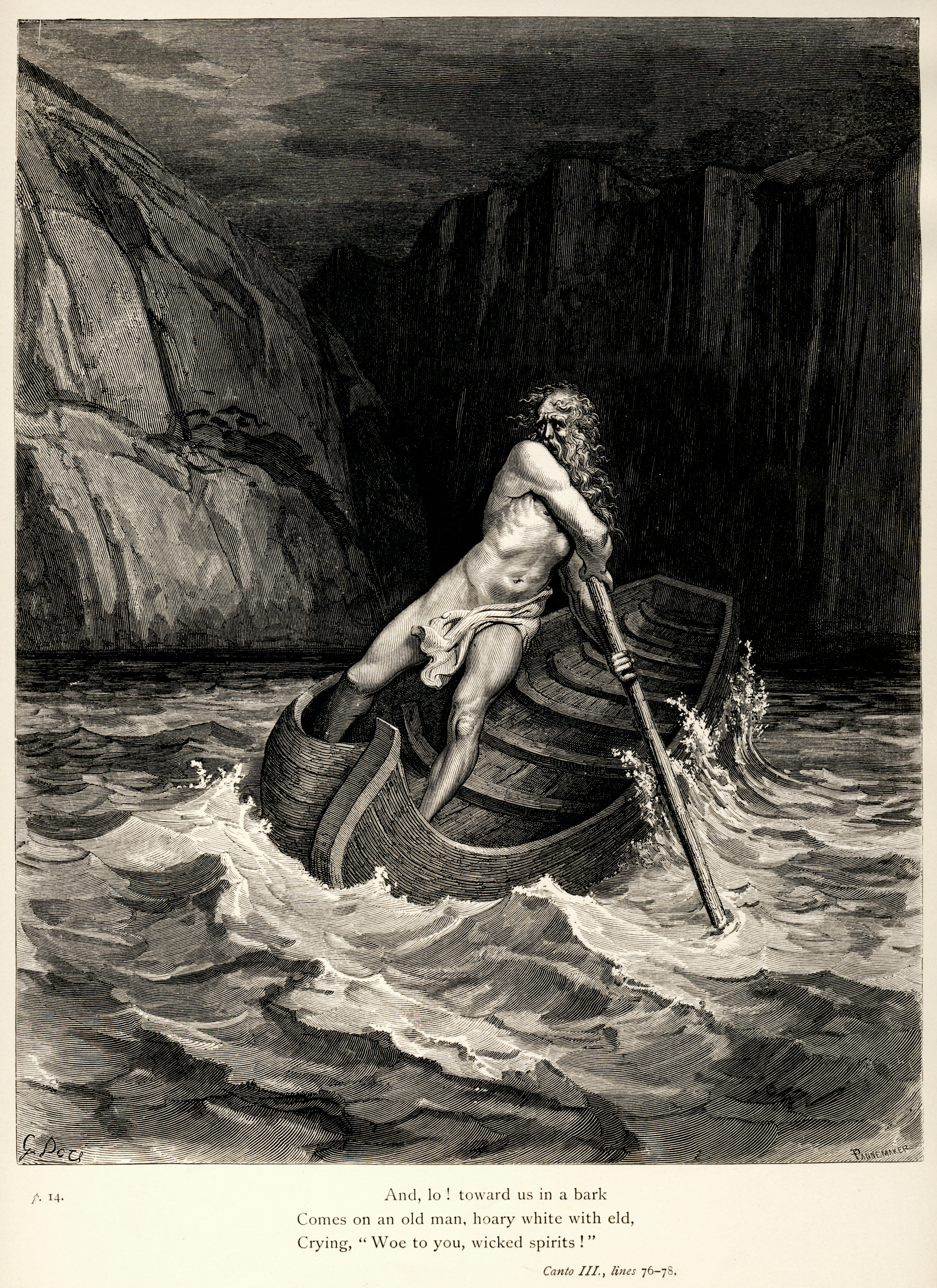
Charon, zoals voorgesteld door Gustave Doré (Dante Alighieri, Inferno, canto III, 1857.

### Kosmologie
Sommige onderzoekers, zoals J. Haudry, menen dat in de Indo-Europese kosmologie een driedeling bestond. Er zouden in die voorstelling drie hemelrijken bestaan hebben, die elkaar niet domineren. De hemelgod Dyeus, verbonden met de dag, heerst in dit schema niet over de nacht. Dat geldt voor de Romeinse Jupiter, Griekse Zeus en Oudindische Dyaus. De nacht wordt beheerst door godheden zoals Ouranos. Zonsopgang en -ondergang vormen het derde deel, dat beheerst werd door goden als de Romeinse Saturnus, Griekse Kronos en Oudindische Savitṛ. De drie rijken zouden wentelen rondom een wereldas (axis mundi), voorgesteld als bijvoorbeeld een paal, zuil of boom (vergelijk Yggdrasil en Atlas). Daarbij is aangenomen, dat de driedeling parallel loopt aan mythen zoals de opvolging van het koningschap, bijvoorbeeld in de Griekse mythologie van Ouranos > Kronos > Zeus, en de opvolging van tijdperken in de Griekse, Perzische en Indiase overlevering. De voorstelling van zaken is echter onzeker. De vermelde palen in bijvoorbeeld Germaanse en Indiase tradities zouden ook (deels) van (Finno-Oegrische en Centraal-Aziatische) sjamanistische oorsprong zijn.

### Hiernamaals
Aangenomen is, dat de Indo-Europeanen in een hiernamaals geloofden, waarover een doodsgod of vergoddelijkte mens (Tweeling) heerste, samen met andere mindere godheden. Die plaats was ommuurd, blijkens Indo-Europese woorden waarmee dat hiernamaals werd aangeduid, zoals het Oudnoordse garðar (Hel), van *ghórdos 'omwalling'. Vermoedelijk bestond het rijk uit weiden. Het is niet duidelijk waar men het hiernamaals plaatste. In veel overleveringen wordt die als onderaards voorgesteld, maar soms ook als bereikbaar over water. De enige windrichting die in de Indo-Europese tradities ontbreekt als locatie, is het oosten. Evenmin is duidelijk hoe de kwaliteit van het dodenrijk was: goed of slecht. Mogelijk kende men beide aspecten, zonder echter het concept van zonde te kennen.
Na het overlijden wordt het lichaam ontbonden en keren de delen terug naar de aarde: adem wordt lucht, het vlees aarde etc. De geest van de overledene zou een reis afleggen die eindigt in het oversteken van een rivier of beklimmen van een heuvel. In dat hiernamaals leeft de geest voort, maar soms keert hij terug naar de wereld van de levenden. Dat een reis afgelegd wordt, is gesuggereerd door eufemistische woorden voor 'overlijden' (vergelijk heengaan) in diverse Indo-Europese bronnen. Dit concept wordt verder onderbouwd door het meegeven van goederen in graven en rituelen. Mogelijk geloofde men dat een oude, grijze man in het hiernamaals hielp bij de overtocht. Vergelijk bijvoorbeeld het Griekse Charon, Oudnoordse karl, Keltische Barinthus. De eerste twee stammen van *gerha-, de derde van het proto-Keltische *Barrfind, 'withoofd'.

## Pantheon
Aan het hoofd van het pantheon stond waarschijnlijk een hemelvader, Dyeus pater. Het is niet geheel duidelijk of de titel van vader alleen verwees naar Dyeus als schepper en vader van goden, of dat de titel uitdrukking moest geven aan eerbied en de autoritaire macht van Dyeus (vergelijk de Romeinse pater familias). In de overwegend patriarchale, Indo-Europese cultuur had de vader wellicht betrekkelijk grote invloed, terwijl familietermen mogelijk op meer dan alleen bloedverwanten werden toegepast. In Grieks, Avestaans, Vedisch en mogelijk Romeins materiaal komt de formule '[Dyeus] vader en verwekker' voor, semantisch en etymologisch verwant, van het Proto-Indo-Europese *ph2tḗr genh1tōr. Vermoedelijk werd Dyeus voorgesteld als de vader van goden zoals de Goddelijke Tweeling, de Zonnedochter en de dondergod Perkwunos. Deze reconstructies zijn betrekkelijk sterk. De godenfamilie is qua structuur echter nergens intact overgeleverd, en was vermoedelijk gekend in de laat-Indo-Europese periode, 3000 v.Chr.

### Hemelgod
Dyeus pater (*dyéus phater) is een tamelijk zekere reconstructie op etymologische en structurele gronden. Deze god vertegenwoordigde de heldere hemel en werd gezien als de vader van mensen en goden door zich te verenigen met de vrouwelijke aarde. Hij werd voorgesteld als glimlachend en alwetend, en gold als beschermer van de morele orde. Hij heerste over de dag, maar vermoedelijk niet over de nacht. Vermoedelijk bleef Dyeus een abstract figuur op de achtergrond, waardoor hij overschaduwd raakte. In sommige tradities nam hij niettemin de eigenschappen van andere goden over, zoals de dondergod. Vergelijk bijvoorbeeld de Romeinse Jupiter, Griekse Zeus en Vedische Dyaus. Dyauspitar (Hemelvader) werd geleidelijk vervangen door Indra de regen- en dondergod.

### Dondergod
Perkwunos (*perkwunos) is een tamelijk zekere reconstructie op etymologische en structurele gronden. Hij heerste over storm, donder en regen, en hij had een speciale band met eiken. Mogelijk had hij een baard en een geitenwagen. Zijn wapen was de bliksem of een metafoor daarvoor, zoals stenen, een bijl of knots. Daarmee bevocht hij chaoswezens. In mythen is het vaak de dondergod die een met aarde en water verbonden oerdraak bestrijdt en zo chaos, armoede, dood en droogte verhelpt. In veel mythologieën is de dondergod overgeleverd, zoals de Noordse Thor (Donar), Baltische Perkunas, Slavische Perunu, Romeinse Jupiter Tonans, Griekse Zeus Keraunos, en de Indiase Indra en Parjanya. Shiva (Rudra) was de vernietiger met zijn trident en bijl en geldt als vader van de maruts, de stormgoden. Bij de Kelten was er de Dagda met zijn knuppel, mogelijk verwant aan Sucellus de Hamergod.

### Goddelijke Tweeling
Voor deze reconstructie is veel structureel bewijs. De tweeling behoorde tot de kleinere godheden, maar is wijdverbreid in Indo-Europese mythen en legenden. De tweeling bestond uit twee jongemannen die te paard gingen. Ze stonden bekend als de zonen van de hemelvader Dyeus, en waren sterk verbonden met de Zon, en de godinnen die de dageraad, avondster en ochtendster representeerden. Een van hen wordt in veel gevallen voorgesteld als hun moeder, zuster of echtgenote. In veel verhalen moeten zij haar zien te redden. Representaties van de Goddelijke Tweeling zijn onder andere Germaanse ruiterduo's als Hengest en Horsa en de Alcis in Tacitus' Germania, de Griekse Castor en Pollux, de Litouwse Dievo suneliai, en Indiase Asvins.

### Godin van de dageraad
*Haéusōs ('dageraad'), een redelijk sterke reconstructie, met zowel etymologisch als mythologisch bewijs. Ze is ook gekend als Hemeldochter (*dhughatḗr diwós). Ze is de dochter van Dyeus en stond wellicht bekend om haar schoonheid. De Oudindische Usos (Ushas, echtgenote van Surya de zonnegod), Griekse Eos, Romeinse Aurora (en Mater Matuta), Litouwse Aušrine en Letse Auseklis (zie Baltische mythologie) zijn alle dageraadgodinnen met etymologisch verwante namen. In meerdere mythologieën is deze godin onwillig om de dag te beginnen. Ook zorgt ze voor iemand. In de Oudindische mythologie is dat haar pleegkind Ratri, bij de Grieken Tithonus. Romeinse vrouwen baden tot Mater Matuta voor andermans kinderen. In de Baltische, Griekse en Indo-Iraanse overlevering werd zij tot slot 'dochter van de hemel(vader)' genoemd.

### Aardgodin/Moeder aarde
Voor de aardgodin (*Plth2wī, 'brede/wijde') is zowel etymologisch als structureel bewijs, al wordt zij als echtgenote van Dyeus door sommige onderzoekers vervangen door *diwōneh2. Als moeder aarde komt zij in diverse mythologieën voor, waarbij namen en eigenschappen verwant zijn. De Slavische moeder aarde was Mati Syra Zemlja ('moeder vochtige aarde'), de Letse Zemes Māte, de Litouwse žemyna, de Frygische en Thracische Seméle. Elders wordt de aarde ook als moeder beschreven, zoals in het Oudengels: folde, fīra mōdor, 'aarde, onze moeder'. Folde is verwant aan het Oudindische Prthivī (Prithivi, de aarde als koe) en Oudgriekse Plataiai. In de Griekse mythologie is Semele in functie sterk veranderd, maar na haar gemeenschap met de hemelgod Zeus (> Dyeus) baart ze Dionysus, die verbonden is met vitaliteit en de natuur. De aardgodin vormde waarschijnlijk een koppel met de hemelvader Dyeus, waaruit het leven voortkwam, maar indien de reconstructie *diwōneh2 correct is, dan is *Plth2wī mogelijk de echtgenote van Perkwunos.

### Zonnegod(in)
Vermoedelijk kende men een godin van de zon (*sh2wl), *seh2welios. Later ontwikkelde zich uit 'zon' zowel mannelijke als vrouwelijke personificaties. Een vergoddelijkte zon was onder meer bekend bij de Grieken (Helios) en (Apollo-Oulios), Italiërs (Sol), Slaven (Dažbog) en Germanen (Sol), vaak met verwante namen. De Oudindische zonnemaagd Sūryā was de dochter van de zonnegod Sūrya of van Savitr, de kracht van de zon. Soms wordt zij beschreven als de bruid van de tweeling Asvins, soms ook als bruid van de maangod Soma. De Saules Meita uit de Baltische mythologie is hier etymologisch en structureel mee verwant. Ook zij was de zonnemaagd, dochter van de zonnegodin. Tevens was ze de echtgenote van de tweeling Dieva dēli, maar in een andere overlevering de echtgenote van Meness de maangod. Er bestaat discussie over de etymologie van Helena, die mogelijk de afspiegeling van de zonnedochter was, verbonden met de Dioscuren.

### Overige
Andere hypothetische goden zijn de volgende.
- Transfunctionele godin. Misschien kenden de Indo-Europeanen een godin die de drie sociale klassen van priesters, krijgers en boeren ondersteunde. Hiervoor zijn parallellen aangewezen tussen bijvoorbeeld de Oudindische Devī, Iraanse Aredvī Sūra Anāhitā, Griekse Athena en Romeinse Minerva. De onderliggende godin zou wijsheid aan de priesters geschonken hebben, moed aan de krijgers, en vruchtbaarheid in het algemeen.[38]
- God van de onderwereld. In veel tradities komt een god of vergoddelijkt persoon voor die de vorst van de onderwereld is. Omdat de Indo-Europeanen waarschijnlijk een onderwereld kenden, is het geloof in een bestuurder daarvan aannemelijk.[39]
- Riviergodinnen. Mogelijk kenden de Indo-Europeanen riviergodinnen. Het Proto-Indo-Europese woord voor 'waterplaats' en 'rivier' is *dhōnu- of *dehanu- (vergelijk Donau, Don etc.). Hieruit zijn personificaties voortgekomen: Oudindisch Dānu; Ierse Danu, moeder van de Tuatha De Danann; Welsh Don; Grieks Danaus (veranderd in masculien) en zijn afstammelingen Danaë en de Danaïden.[40]
- Herdersgod (*péhausōn). Weinig gekende goden corresponderen als herdersgod. De Griekse Pan (waarvan de datief nog Paoni was) en Oudindische Pūsa zijn vergeleken. Mogelijk zijn het Gallische of Venetische Puso en het Messapische Pausō verwant, twee eigennamen.[41]
- Paardengodin.[42]
- Smeedgod: erg onzeker. Goden van de smeedkunst komen frequent voor in zowel Indo-Europese als niet-Indo-Europese culturen, en bij gebrek aan etymologische en structurele overeenkomsten, lijken de Indo-Europese smeedgoden slechts generisch te zijn.[43] Goden als Vulcanus en Hefaistos kunnen ook geïnterpreteerd worden als afspiegelingen van een vuurgod, die ook bij Germanen en Indo-Iraniërs bekend was, zoals Agni.[44]
- Liefdesgodin: omstreden. Hoewel liefdesgodinnen in meerdere Indo-Europese culturen voorkomen, is er weinig structureel en etymologisch bewijs voor een gemeenschappelijke oorsprong.[45]
- God van de geneeskunde.[46]
- Zeegod: erg onzeker.[47]
- Oorlogsgod: erg onzeker. Een god die specifiek over oorlog ging valt moeilijk te reconstrueren op etymologische en structurele gronden. Wel hebben diverse Indo-Europese goden krijgsaspecten, zoals de dondergod in diverse tradities.[48]

Soms komt alleen de etymologie van goden en legendarische figuren overeen, zonder dat een onderliggende Indo-Europese godheid kan worden aangenomen. Dit is het geval bij de Griekse Erinys en de Indiase Saranyū, waarvan de grondvorm *seren(y)uxs is. Een ander voorbeeld is *il(y)eha-. Hiervan stammen het Latijnse Ilia en Oudindische Ilā/Idā (dochter van Manu). Ilia was de dochter van Numenor, de voorvader van Remus en Romulus, de Indo-Europese Goddelijke Tweeling. Ilā is de dochter van Manu en kleindochter van Vivasvat, die de vader is van de tweeling Yama en Yami.

## Wezens

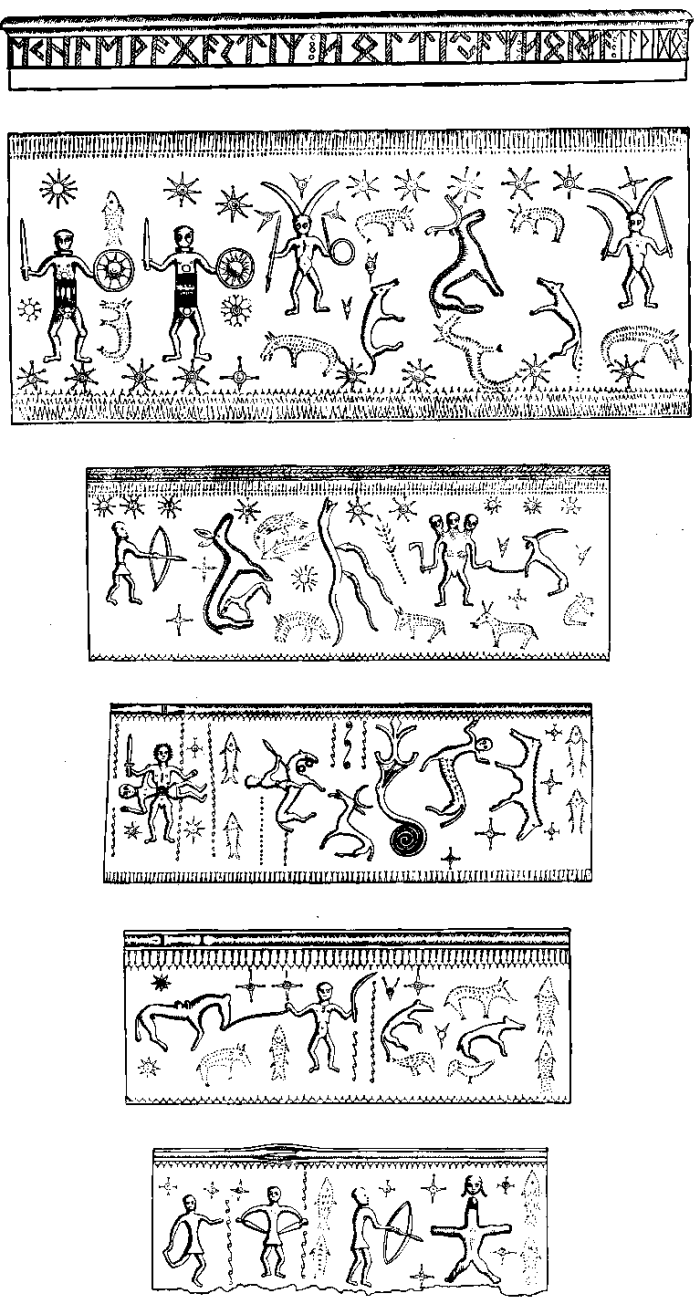
Afbeelding ('uitgevouwen' voorgesteld) van een van de Germaanse gouden hoorns van Gallehus, 5e eeuw. Het driekoppige wezen kan een afspiegeling zijn van de Indo-Europese draak die vee steelt.

De Indo-Europeanen associeerden honden met het hiernamaals. Als begeleider van de geesten van overledenen komen ze voor in Indiase en Iraanse bronnen, en als beschermer van de onderwereld in Griekse, Romeinse, Germaanse en Keltische. Bij zowel de Kelten als de Indiërs kiezen ze tevens de doden. De Hettitische relatie tussen honden en de doden bestaat maar is onduidelijk. Het Oudgriekse kerberos correspondeert geheel met het Oudindische sarvara (beide van *kérbero-), beide de naam van de helhond. De Sarameya, de zonen van Indra's teef Sarama, zijn in dienst van de doodsgod Yama. Geri en Freki zijn de wolven van Odin. Ook het varken heeft associaties met de onderwereld, begrafenissen en verval, als doodsbode en gids. Daarnaast heeft hij associaties met feesten en de hemel.
De draak komt in veel overleveringen voor, vrijwel altijd negatief. In mythen over stormgoden worden oerdraken bevochten en verslagen. Vergelijk Thor en de Midgaardslang, Zeus en Typhon. Verhalen over krijgshelden lopen hier parallel aan. Vergelijk Siegfried en Fafnir, Herakles en de Hydra. De draken zijn verbonden met aarde en water, bedreigen de welvaart, de vruchtbaarheid van het land en brengen chaos en dood. Wellicht hebben deze verhalen een Indo-Europese oorsprong. Filologisch onderzoek suggereert dat de in Indo-Europese bronnen frequent voorkomende en etymologisch verwante formules voor 'hij doodde de slang' teruggaat op het Proto-Indo-Europees *(h1e)gwhént h1ógwhim. Mogelijk werd de slang als driekoppig voorgesteld.

## Mythen

### Kosmogonie
Scheppingsmythen komen veel voor, waaronder bij diverse volkeren die Indo-Europese talen spreken. In het overgeleverde materiaal daarvan bestaan veel parallellen, die een gemeenschappelijke bron suggereren. Er lijken twee soorten scheppingsmythen geweest te zijn, namelijk een kosmogonie en een antropogonie. De kosmogonie begon vermoedelijk met het ontleden van een goddelijk oerwezen die ofwel werd voorgesteld als een stier, of als een antropomorf wezen. Met de delen van zijn lichaam wordt de wereld vervolgens geschapen, zoals bij Ymir in de Noordse mythologie. In de meeste overleveringen wordt het vlees de aarde, botten steen, haar planten, bloed water, ogen zon, geest de maan, het brein wolken, hoofd hemel, adem de wind.

### Antropogonie
Dit denkbeeld werkte ook andersom. In diverse overleveringen wordt de mens gevormd uit delen van de aarde. Hieronder staan twee voorbeelden. In bepaalde bronnen worden de lichaamsdelen tevens verbonden met sociale klassen. In de Oudindische Purusasūkta (Rig-Veda, 10.90.11) worden priesters geschapen uit de mond van het oerwezen Purusa, krijgers uit zijn armen, en de gewone mens en dienaar uit de onderste lichaamsdelen. Een dergelijke symbolische mythe zou de oorsprong van de drie duméziliaanse sociale klassen verklaren. De priesters houden zich met intellectuele en spirituele zaken (het hoofd) bezig, de krijgers verdedigen de samenleving (de armen, voor het lichaam), en zij worden ondersteund door het gewone volk (de benen), waartoe de boeren behoren (agricultuur > vruchtbaarheid > geslachtsorganen).
| Oudfriese Code van Emsig | Oudrussische Verhaal van de drie heiligen |
| --- | --- |
| God maakte de eerste mens, die Adam was, uit acht transformaties: het bot uit het steen, het vlees uit de aarde, het bloed uit het water, het hart uit de wind, de gedachten uit de wolken, het zweet uit de dauw, de haarlokken uit het gras, de ogen uit de zon, en Hij blies de heilige adem in. | En dus maakte God het lichaam van de mens uit acht delen. Het eerste deel is van de aarde, wat het laagste is van alle delen. Het tweede is van de zee, dat is bloed en wijsheid. Het derde is van de zon, dat zijn schoonheid en ogen voor hem. Het vierde is van de hemelse wolken, dat is het denken en zwakheid. Het vijfde is dat van de wind, dat is lucht, welke adem en afgunst is. Het zesde is van stenen, dat is stevigheid. Het zevende is van het licht van de wereld, welke tot vlees is gemaakt, dat is nederigheid en zoetheid. Het achtste deel is van de Heilige Geest, geplaatst in de mens voor alles dat goed is en vol vroomheid. Dat is het edelste deel. |

### Oorsprong van sociale instellingen
Nauw verbonden met de kosmogonie is de oermythe van 'Tweeling' (*(H)jemós) en zijn broer 'Man', die op de een of andere manier verantwoordelijk zijn voor het instellen van het offer aan de goden en sociale klassen. In het Oudindisch is Yama ('tweeling') de eerste die sterft, en daarmee het hiernamaals instelt, terwijl zijn broer Manu ('man') de stamvader van de mens en eerste koning is, die onder andere het offer instelt. Yama komt als Yima voor in de Perzische overlevering, waar hij de drie sociale klassen instelt. Hij verliest echter het koningschap en wordt in tweeën gezaagd. Bij de Germanen golden Tuisto ('tweeling') en zijn zoon Mannus ('man') als stamvaders van de Germanen. Ook stelden zij drie klassen in.  De naam van de oerreus Ymir zou eveneens 'tweeling' betekenen (> *Yumiyaz) en verwant zijn aan Yama. Hij wordt gedood door broers om Midgaard te scheppen.
Rome zou gesticht zijn door de broers Remus en Romulus. Romulus vermoordde zijn broer en werd zo de eerste koning. Volgens een verhaal werd ook Romulus gedood, en vervolgens door senatoren in stukken gedeeld. Remus was in het proto-Latijn wellicht *Yemos, of *Yemonos, verwant aan Ymir en Yama, en werd veranderd voor alliteratie met Romulus. In het middeleeuwse Ierland speelde tot slot speelde de geboorte van de tweeling emon een rol bij de stichting van de hoofdstad van Ulster, Emain Macha. Emon is verwant aan *Yemonos. Wellicht werd de gedode Tweeling bij de Indo-Europeanen voorgesteld als koning van het dodenrijk.

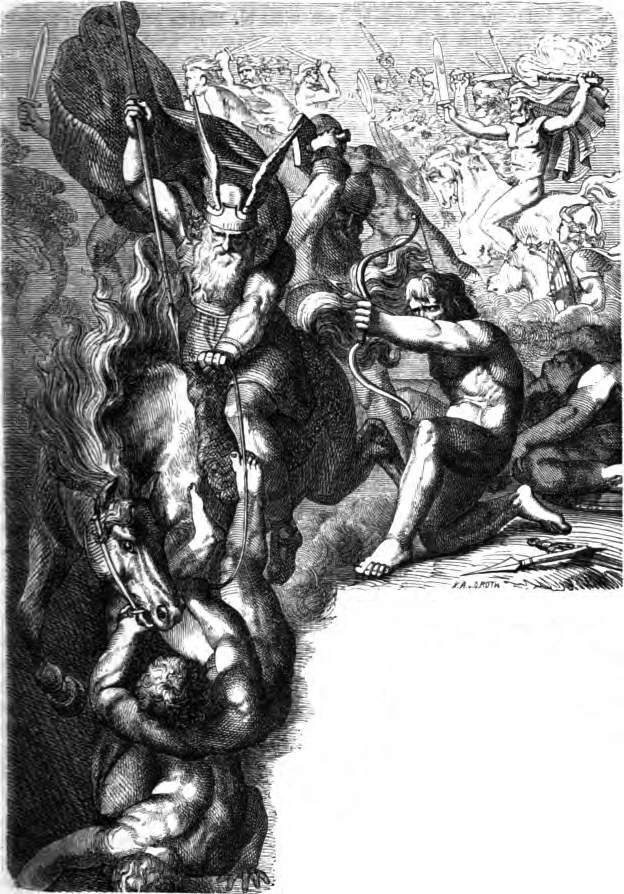
De strijd tussen Asen en Wanen, voorgesteld door Wilhelm Wägner, 1882. Onderzoekers hebben parallellen getrokken met onder andere de Romeins-Sabijnse oorlogen en de strijd tussen Achaeërs en Trojanen.

### Veeroof
Vermoedelijk was een mythe gekend over de roof van vee. Latere afspiegelingen zijn bijvoorbeeld het vee van Helios, Indra en de Panis, en koningin Medbs zoektocht naar de stier van Cualnge. In de mythe was het vee eigendom van de Indo-Europeanen, maar werd gestolen door een (driekoppige) slang. De krijger Derde (*Trito) besloot op pad te gaan om het vee terug te krijgen. Hij begon zijn queeste met het aanroepen van een krijgsgod, aan wie hij drank offerde. Derde vond kracht in de steun van de god en de drank, ging op pad, vond de draak en doodde hem. Zo kreeg hij het vee terug. In deze oermythe wordt het belang van vee onderstreept in de semi-sedentaire, pastorale samenleving, en wordt diefstal veroordeeld, al geldt dat niet voor een openlijke plundertocht. Daarbij wordt de welvaart (vee) beschermd door de krijgers. De mythe bevat bovendien het veel voorkomende motief van het doden van de draak door een krijger of dondergod (zie §Wezens en Perkwunos: Kosmische strijd).

### Eschatologische strijd
Sommige onderzoekers zien sinds Georges Dumézil parallellen tussen grote, verwoestende oorlogen die beschreven worden in diverse Indo-Europese bronnen. Voorbeelden zijn de Oudnoordse Ragnarök, Oudnoordse strijd tussen Aesir en Vanir, de Indiase Mahabharata, Perzische Bundahišn, Griekse Ilias (waarin ook de Olympische goden verdeeld zijn), de Titanomachie en Romeinse gehistoriseerde verhalen over de bevrijdingsoorlog met de Etrusken en de Sabijnse Oorlogen. Soms heeft de oorlog het karakter van een eindstrijd, waarbij alles verwoest wordt. De precieze onderliggende structuur is niet geheel duidelijk. Twee voorbeelden laten parallellen zien.
Een Ierse mythe beschrijft bijvoorbeeld de aartsdemon Bres, die behoort tot de Formorianen, vijanden van de goden. Hij wordt geadopteerd door de Tūatha (goden) en wordt uiteindelijk koning. Gedurende zijn bewind lijden de Tūatha en moeten ze arbeid beneden hun stand verrichten. Bres wordt vervolgens verdreven na zijn onbetamelijke gedrag, maar begint daarop een oorlog. Hij strijdt tegen Lug de zwijgzame, de nieuwe held van de Tūatha, die een neef van de Formoriaanse leider is. In de strijd sterven veel prominente figuren en wordt de leider van de Formorianen gedood.
In de Romeinse literatuur werkt Lucius Tarquinius zich binnen bij het Romeinse hof, al behoorde hij tot de Romeinse aartsvijanden, de Etrusken. Bij de troonopvolging eist Tarquinius de troon voor zichzelf op. Onder zijn bewind lijden de Romeinen, en wordt bijvoorbeeld slavenwerk door Romeinse burgers uitgevoerd. Uiteindelijk wordt Tarquinius door de Romeinen verjaagd door het slechte gedrag van hem en zijn zoon. De verbanning werd bewerkstelligd door de held Lucius Brutus de zwijgzame, neef van Tarquinius. Daarop volgt een reeks van gevechten, waarbij prominente figuren meedoen en sterven of gewond raken. Na de overwinning van de Romeinen begint een nieuwe tijd.

## Rituelen
Bij de scheppingsmythen is het offer belangrijk. Men neemt aan dat offeren dan ook het belangrijkste ritueel van de Indo-Europese religie was. Dit werd uitgevoerd door de priesters, die mogelijk bijvoorbeeld mensen en ossen offerden, maar ook het offeren van paarden is wijdverbreid in Indo-Europese tradities. De symboliek van het offer was wellicht dat de kosmos met het offer herschapen (of veiliggesteld) werd, doordat het lichaam (microkosmos) en de wereld (macrokosmos) elkaar spiegelden.
De Indo-Europeanen kenden het koningschap. De kroning was een ritueel proces, waarbij de persoon in kwestie niet alleen wereldlijk maar ook geestelijk leider werd. Tijdens de kroning werd wellicht een paard geofferd, zoals dat nog vermeld wordt in Indiase, Oudierse en Romeinse bronnen. Mogelijk werd tijdens het inwijdingsritueel de koning symbolisch geconstrueerd uit de drie sociale klassen (priesters, krijgers, boeren) door middel van geschenken, kledingstukken en dergelijke.
Het krijgerschap had zijn eigen rituelen. Jonge krijgers moesten inwijdingsrituelen doorstaan. De rooftocht vormde een belangrijke bezigheid, met plengoffers, het aanroepen van de krijgsgod en het consumeren van drogerende drank. Mogelijk wilde men extase bereiken. Alcoholische dranken waren sowieso omringd door rituelen. Men geloofde dat ze goede eigenschappen versterken: een krijger werd dapperder, een dichter meer welsprekend, een koning rechtvaardiger, en een priester kreeg meer inzicht. Mogelijk kende men een heilige drank die ritueel bereid werd, *n-mr-tós ('niet-stervende'): vandaar bijvoorbeeld het Griekse amrotos → ambrosia.
Men kende verscheidene sociale rituelen om bijvoorbeeld banden te onderhouden tussen individuen, families of stammen. Zo waren er regels rondom gastvrijheid, wisselde men ritueel geschenken uit, en kende men het huwelijk. In aanvulling hierop bestonden allerlei verbale rituelen, zoals de eed, de belofte en het verdrag. Bij het zweren van een eed werden dieren geofferd. Ook werd gezworen bij gewijd water.